# Julio Morales
Julio César Morales Zavala (Glendale, 19 december 1993) is een Mexicaans-Amerikaans voetballer. In 2014 werd hij door C.D. Guadalajara verhuurd aan Tepic uit de Liga de Ascenso.

## Clubcarrière
Morales trok op jonge leeftijd naar Mexico en kwam via de jeugdopleiding van C.D. Guadalajara terecht in het eerste team. Morales werd in zijn eerste jaar bij Guadalajara uitgeleend aan het Amerikaanse Chivas USA. Hij maakte op 1 maart 2013 zijn debuut voor Chivas USA in een 3-0-verlies tegen Columbus Crew.